# Prostomis mordax
Prostomis mordax is een keversoort uit de familie Prostomidae. De wetenschappelijke naam van de soort is voor het eerst geldig gepubliceerd in 1887 door Reitter.